# Hadriacus Mons
Der Hadriacus Mons (auch Hadriaca Patera) ist ein erloschener Vulkan auf dem Mars. Er ist älter als der benachbarte Tyrrhenus Mons. Er steht am Rande einer Tiefebene, in der sich die Lavaströme über mehrere hundert Kilometer erstrecken konnten. Die Vulkane auf dem roten Planeten sind seit Jahrmillionen nicht mehr aktiv. Hadriacus Mons hat einen Durchmesser von 450 km (330 km * 550 km) und ist 1,1 km hoch. Die Caldera hat einen Durchmesser von 90 km und ist 700 m tief.

## Beschreibung
Die Caldera des Vulkans, liegt bei 30° 12′ S, 92° 47′ O. Am südlichen Hang beginnt das Stromtal des 794 km langen Dao Vallis (37° 37′ S, 88° 53′ O) und reicht bis zum östlichen Grund des Marskraters Hellas Planitia. Das Dao Vallis wird durch das 360 km lange Niger Vallis (34° 58′ S, 92° 34′ O), am südöstlichen Hang des Vulkans beginnend, verlängert. Etwas südlicher verläuft das 527 km lange Stromtal Harmakhis Vallis (40° 59′ S, 90° 4′ O), welches ebenfalls am östlichen Grund des Marskraters endet.